# Nadine Vivier
Pour les articles homonymes, voir Vivier (homonymie).
Nadine Vivier, née le 22 mai 1949 à Neuilly-sur-Seine, est une historienne et universitaire française, spécialiste des sociétés rurales au XIXe siècle.

## Biographie
Nadine Plisson naît le 22 mai 1949 à Neuilly-sur-Seine. Son père est boulanger et sa mère a été ouvrière agricole, tous deux originaires du Poitou.
Elle est élève au lycée Alfred de Vigny, à Courbevoie où elle passe son baccalauréat en 1967, puis à Neuilly, en hypokhâgne et à Paris en khâgne. Elle poursuit ses études à l'université Paris-X-Nanterre et obtient l'agrégation d'histoire en 1972. Elle est professeure agrégée dans l'enseignement secondaire de 1972 à 1989 et chargée de cours à l'université de 1985 à 1989.
Elle soutient en juin 1987 à l'université Paris-X sa thèse de doctorat de troisième cycle, consacrée aux communautés rurales du Briançonnais aux XVIIIe et XIXe siècles, sous la direction de Philippe Vigier. Dans cette thèse publiée en 1992 sous le titre Le Briançonnais rural aux XVIIIe et XIXe siècles, elle distingue deux périodes dans l'évolution du Briançonnais : d'abord une vitalité forte puis, à partir du milieu du XIXe siècle, une dépression économique profonde, qui tend à scléroser cette société auparavant dynamique,.
Nadine Vivier est maître de conférences en histoire contemporaine à l'université Paris-XIII de 1989 à 1998, année où elle soutient à l'université Paris-I, sous la direction d'Alain Corbin, son habilitation à diriger des recherches consacrée aux biens communaux en France de 1750 à 1914.
La même année, ce travail est publié sous le titre Propriété collective et identité communale. Les biens communaux en France, 1750-1914. Nadine Vivier y retrace l'histoire des communaux, décrivant la complexité des situations et leur remise en cause au XVIIIe siècle puis les différents partages de la période révolutionnaire et, pour terminer, leur stabilisation au XIXe siècle grâce au Code civil, avant l'incitation à leur mise en valeur mais aussi l'émergence de la notion de protection de l'environnement sous le Second Empire,,. Cet ouvrage fait l'objet de nombreux comptes rendus. Selon Marcel Dorigny, « Ce livre est appelé à devenir un classique ».
Nadine Vivier est professeure d'histoire contemporaine à l'université du Maine (au Mans) de 1998 à 2011, professeur émérite depuis. Elle dirige ou co-dirige différents ouvrages d'histoire rurale comparée,,,,,.
Elle est membre depuis 2004 de l'Académie d'agriculture de France dont elle est la présidente en 2020, et de plusieurs sociétés savantes.

## Principales publications

### Ouvrages personnels
- Nadine Vivier, Le Briançonnais rural aux XVIIIe et XIXe siècles, Paris, L'Harmattan, 1992, 304 p. (ISBN 2738412297)[2],[3],[18],[19].
- Nadine Vivier, Propriété collective et identité communale : Les biens communaux en France, 1750-1914, Paris, Publications de la Sorbonne, coll. « Histoire de la France aux XIXe et XXe siècles » (no 46), 1998, 352 p. (ISBN 978-2-85944-352-8, présentation en ligne, lire en ligne)[6],[5],[20],[8],[7],[21],[22].

### Direction d'ouvrages collectifs
- Nadine Vivier (dir.), Dictionnaire de la France du XIXe siècle, Paris, Hachette, coll. « Carré Histoire », 2002, 288 p. (ISBN 978-2011453754)[23]
- Marie-Danielle Demélas et Nadine Vivier (dir.), Les propriétés collectives face aux attaques libérales (1750-1914) : Europe occidentale et Amérique latine, Rennes, Presses universitaires de Rennes, coll. « Histoire », 2003, 337 p. (ISBN 978-2-86847-872-6 et 978-2-7535-2434-7, DOI 10.4000/books.pur.23641, lire en ligne)[24],[9].
- Florence Bourillon, Pierre Clergeot et Nadine Vivier (dir.), De l’estime au cadastre en Europe. : Les systèmes cadastraux aux XIXe et XXe siècles, Paris, Comité pour l’histoire économique et financière de la France, coll. « Histoire économique et financière - XIXe – XXe siècle », 2008, 424 p. (ISBN 978-2-11-095376-6 et 978-2-11-129452-3, DOI 10.4000/books.igpde.10793, lire en ligne).
- Nadine Vivier (dir.), Ruralité française et britannique, XIIIe – XXe siècles : Approches comparées, Rennes, Presses universitaires de Rennes, coll. « Histoire », 2005, 259 p. (ISBN 978-2-7535-3233-5, DOI 10.4000/books.pur.22512, lire en ligne)[25],[10],[26].
- (en) Nadine Vivier (dir.), The State and Rural Societies : Policy and Education in Europe. 1750-2000, vol. 4, Turnhout, Brepols Publishers, coll. « Rural History in Europe », 2008, 278 p. (ISBN 978-2-503-52953-0 et 978-2-503-55879-0, DOI 10.1484/m.rurhe-eb.5.106187, lire en ligne)[11].
- Nadine Vivier (dir.), Élites et progrès agricole : XVIe – XXe siècle, Rennes, Presses universitaires de Rennes, coll. « Histoire », 2009, 348 p. (ISBN 978-2-7535-0825-5 et 978-2-7535-6673-6, DOI 10.4000/books.pur.99257, lire en ligne)[27].
- Stéphane Tison, Hervé Guillemain et Nadine Vivier (dir.), La foi dans le siècle : Mélanges offerts à Brigitte Waché, Rennes, Presses universitaires de Rennes, coll. « Histoire », 2009, 400 p. (ISBN 978-2-7535-0811-8 et 978-2-7535-6656-9, DOI 10.4000/books.pur.122058, lire en ligne)[28].
- Laurent Brassart, Jean-Pierre Jessenne et Nadine Vivier (dir.), La conduite municipale des affaires villageoises en Europe (XVIIIe – XXe siècle) : Clochemerle ou république villageoise ?, Villeneuve-d'Ascq, Presses universitaires du Septentrion, coll. « Histoire et civilisations », 2012, 358 p. (ISBN 978-2-7574-0346-4 et 978-2-7574-2162-8, DOI 10.4000/books.septentrion.45806, lire en ligne)[29],[30],[12].
- Florence Bourillon et Nadine Vivier (dir.), La mesure cadastrale : Estimer la valeur du foncier, Rennes, Presses universitaires de Rennes, coll. « Histoire », 2012, 260 p. (ISBN 978-2-7535-1775-2 et 978-2-7535-6864-8, DOI 10.4000/books.pur.113529, lire en ligne)[13],[31],[32],[33].
- (en) Nadine Vivier (dir.), The Golden Age of State Enquiries : Rural Enquiries in the Nineteenth Century. From Fact Gathering to Political Instrument, vol. 14, Turnhout, Brepols Publishers, coll. « Rural History in Europe », 2014, 291 p. (ISBN 978-2-503-55284-2 et 978-2-503-55936-0, DOI 10.1484/m.rurhe-eb.5.106197&mobileui=0, lire en ligne)[14].

## Décorations
- Chevalière de la Légion d'honneur nommée le 13 juillet 2019[34],[35]
- Officière de l'ordre des Palmes académiques[15].
- Chevalière de l'ordre du Mérite agricole[15].